# Pierre Prosper Gouffier de Boisy
Pierre Prosper Gouffier, marquis de Boisy, né le 5 octobre 1750 à Saint-Rémy-en-Mauges en Anjou et mort fusillé le 9 janvier 1794 à Noirmoutier, est un officier vendéen.

## Biographie
Descendant d'une branche de la famille Gouffier, au rattachement incertain, établie dans le Bas-Poitou, Pierre-Prosper Gouffier, marquis de Boisy, seigneur de Landebaudière et de La Borderie-Sourdis, ancien capitaine au Régiment de la Reine, vivait à La Gaubretière quand éclata l'insurrection vendéenne.
Devenu membre du Conseil supérieur de la Vendée (juin 1793) et général de l'Armée catholique et royale, il contribua notamment, à la tête de la cavalerie, à la victoire de Vihiers.
D'une santé fragile, il participa peu aux combats mais accueillit le général Maurice d'Elbée, son ami, blessé lors de la Première bataille de Fontenay-le-Comte, dans son château de Landebaudière.
Ne voulant pas l'abandonner, il l'accompagna à Noirmoutier, alors aux mains des Royalistes. À la reprise de cette île par les Armées républicaines, il fut jugé et condamné par un tribunal militaire, et fusillé aux côtés de Maurice d'Elbée, de Pierre Duhoux d'Hauterive et de l'officier républicain Jean-Conrad Wieland, ancien commandant de la garnison de Noirmoutier.

## Mariage et descendance
De son mariage avec Suzanne Pépin de Belle-Isle, fille du chef d'escadre Julien Pépin de Belle-Isle, célébré le 16 avril 1782 en l'église Saint-Clément de Nantes, il eut deux filles, Marie-Suzanne et Armande-Gabrielle, d'où une nombreuse descendance.
1. ↑  « Pierre-Prosper Gouffier marquis de Boisy, général vendéen fusillé à Noirmoutier avec le généralissime d'Elbée / Dess. comte de Kervenoaël. », sur Archives de Vendée (consulté le 21 août 2025)